# Cival
Cival è un sito archeologico mesoamericano della civiltà maya situato nel bacino di Petén, in Guatemala.
Il sito fiorì dal VI secolo a.C. fino al I secolo d.C., nel periodo Preclassico. La città potrebbe aver ospitato un numero di abitanti pari a 10.000 unità.
Il sito si trova a circa 40 km a est di Tikal, sul lato sinistro del fiume Holmul.
Vi sono templi e piazze posizionati in maniera da indicare eventi astronomici come l'equinozio. La piramide più grande del sito è alta 27 metri e larga 70 x 40. Alcuni edifici erano pitturati con stucco, e mostravano divinità mesoamericane.
Il sito rimase a lungo semisepolto nella giungla, e venne riscoperto e depredato intorno al 1980. Una prima descrizione venne fatta nel 1984 dall'esploratore Ian Graham, che diede ad esso il nome Cival, parola che la gente del luogo usava per indicare una "laguna". Il nome antico del sito è sconosciuto.
Le ispezioni a Cival hanno reso possibile l'aggiunta di informazioni riguardanti l'età pre-classica dei maya, e la scoperta di alcune scritture che rappresentano dei calendari molto antichi e le successioni dinastiche dei monarchi.
Gli scavi archeologici iniziarono nel 2001, e alcuni di quelli attuali sono stati condotti dal Francisco Estrada-Belli. Il progetto iniziale prevedeva l'esame del sito vicino di Holmul, e in seguito l'attenzione si spostò su Cival a causa della età antica della città e della sua importanza. Gli scavi sono finanziati dalla università di Vanderbilt, dal National Geographic Society, dalla Foundation for the Advancement of Mesoamerican Studies, dalla Ahau Foundation, ARB, Interco Tire, PIAA e Warn Industries.